# Hubert Pierlot
Hubert Pierlot (23 de dezembro de 1883 – 13 de dezembro de 1963) foi um político da Bélgica. Ocupou o lugar de primeiro-ministro do seu país (ou Ministro-Presidente) de 22 de Fevereiro de 1939 a 12 de Fevereiro de 1945. Ele foi o chefe do governo belga no exílio durante a Segunda Guerra Mundial.